# Công Tôn Uyên
Công Tôn Uyên (chữ Hán: 公孫淵; ?-238) tự Văn Ý (文懿), là quân phiệt cát cứ ở Liêu Đông thời Tam Quốc trong lịch sử Trung Quốc.

## Giành ngôi của chú
Công Tôn Uyên là con của Công Tôn Khang và là cháu nội của Công Tôn Độ – người đặt nền móng cát cứ của họ Công Tôn ở Liêu Đông.
Khi Công Tôn Khang qua đời, Công Tôn Uyên và anh là Công Tôn Hoảng còn nhỏ nên chú ông là Công Tôn Cung được thủ hạ lập làm Thái thú Liêu Đông.
Công Tôn Cung sai Công Tôn Hoảng vào Lạc Dương làm con tin với triều đình Tào Ngụy sau khi Ngụy Văn Đế thừa nhận Công Tôn Cung. Năm 228 đời Ngụy Minh Đế Tào Duệ, Công Tôn Uyên đoạt ngôi của chú, trở thành người cai quản Liêu Đông.

## Trở mặt với Tôn Quyền
Năm 229, Tôn Quyền chính thức xưng đế ở Đông Ngô, từ bỏ ngôi vị Ngô vương do hoàng đế nhà Ngụy Tào Phi phong năm 222. Năm 233, Công Tôn Uyên sai sứ đến Đông Ngô xin kết giao. Tôn Quyền mừng rỡ, không nghe theo lời can của Trương Chiêu, sai Hứa Yển và Trương Di mang 1 vạn quân và nhiều châu báu, đi theo đường biển đến Liêu Đông, phong Công Tôn Uyên làm Yên vương để hy vọng Công Tôn Uyên cùng giáp công đánh Ngụy từ phía bắc.
Tuy nhiên sau đó Công Tôn Uyên đổi ý, khi sứ đoàn của Đông Ngô đến Liêu Đông, ông bèn giết chết Hứa Yển và Trương Di, thu luôn 1 vạn người của Đông Ngô làm thuộc hạ và chiếm toàn bộ châu báu của nước Ngô mang sang.
Tôn Quyền rất hận Công Tôn Uyên và ân hận vì không nghe lời can của Trương Chiêu, định khởi đại binh vượt biển đánh Liêu Đông, nhưng sau đó nghe theo lời can gián của Tiết Tung, bèn thôi việc đó.

## Chống Tào Ngụy
Năm 237, Ngụy Minh Đế muốn thôn tính Liêu Đông, bèn sai thứ sử U châu là Vô Kỳ Kiệm mang chiếu thư của triều đình đến gọi Công Tôn Uyên vào Lạc Dương triều kiến.
Công Tôn Uyên không dám vào chầu vì sợ bị bắt giữ, bèn khởi binh phản Ngụy. Quân Liêu Đông giao tranh với quân U châu, đánh nhau tại huyện Liêu Toại. Công Tôn Uyên đánh lui được Vô Kỳ Kiệm.
Kế đó, ông tự xưng là Yên vương, phong Vương Kiến làm tướng quốc, sai người đi quan hệ với người Tiên Ty (ở Nội Mông), giục họ khuấy đảo vùng biên giới nước Ngụy cạnh Trường Thành.
Năm 238, Ngụy Minh Đế sai Tư Mã Ý mang đại quân đánh Yên. Tháng 6 năm đó quân Ngụy tiến tới Liêu Đông. Công Tôn Uyên cho rằng quân Ngụy đi viễn chinh không thể đánh lâu, có thể dựa vào sông Liêu Hà kháng cự, nên phái hai tướng Ty Diễn và Dương Tộ mang vài vạn quân ra chống giữ ở Liêu Toại.
Tư Mã Ý mang 4 vạn quân vượt qua Cô Trúc và Kiệt Thạch, tiến thẳng tới Liêu Hà. Tư Mã Ý sai người cắm nhiều cờ xí ở phía nam để thu hút sự chú ý của quân Yên, tỏ ra muốn tấn công Liêu Toại. Điều đó khiến Công Tôn Uyên chú trọng vào phòng thủ nơi đây. Nhưng sau đó Tư Mã Ý phát đại quân vượt sông Liêu Hà, áp sát trại Yên, kế đó lại không đánh vào trại quân Yên mà bất ngờ bí mật sang đánh căn cứ của Công Tôn Uyên ở Tương Bình.
Công Tôn Uyên vội dẫn quân về cứu Tương Bình. Tư Mã Ý chia đường đón đánh. Công Tôn Uyên giao chiến với quân Ngụy 3 trận thua cả 3, phải rút vào thành Tương Bình cố thủ.
Quân Ngụy vây thành Tương Bình trong vài tháng. Trời đổ mưa to, Tư Mã Ý vẫn kiên trì siết vòng vây không rút lui lên chỗ cao. Sau khi nước rút, Tư Mã Ý càng thúc quân Ngụy đánh thành gấp. Công Tôn Uyên lo lắng sai tướng quốc Vương Kiến cùng Ngự sử đại phu Liễu Phủ đi thỉnh cầu Tư Mã Ý giải vây. Tư Mã Ý không nghe, chém chết cả hai sứ giả. Công Tôn Uyên lo sợ bèn sai Thị trung Vệ Diễn đến xin đưa nộp con tin sang Ngụy. Tư Mã Ý không chấp nhận.
Công Tôn Uyên không còn cách nào, buộc phải phá vòng vây để ra. Ông cùng các tướng đánh ra cửa nam, nhưng không thoát khỏi vòng vây quân Ngụy, bị tử trận bên bờ sông Lương Thủy.
Tư Mã Ý mang quân vào thành Tương Bình, giết 7000 đàn ông từ 15 tuổi trở lên, thu thập xác chất thành đống cao, hơn 2000 quan văn võ do Công Tôn Uyên bổ nhiệm đều bị chém hết.
Họ Công Tôn tính từ Công Tôn Độ trấn giữ Liêu Đông năm 189 thời Hán Linh Đế tới Công Tôn Uyên bị giết năm 238 đời Ngụy Minh Đế được 3 đời, tổng cộng 50 năm.